# 乐达社区

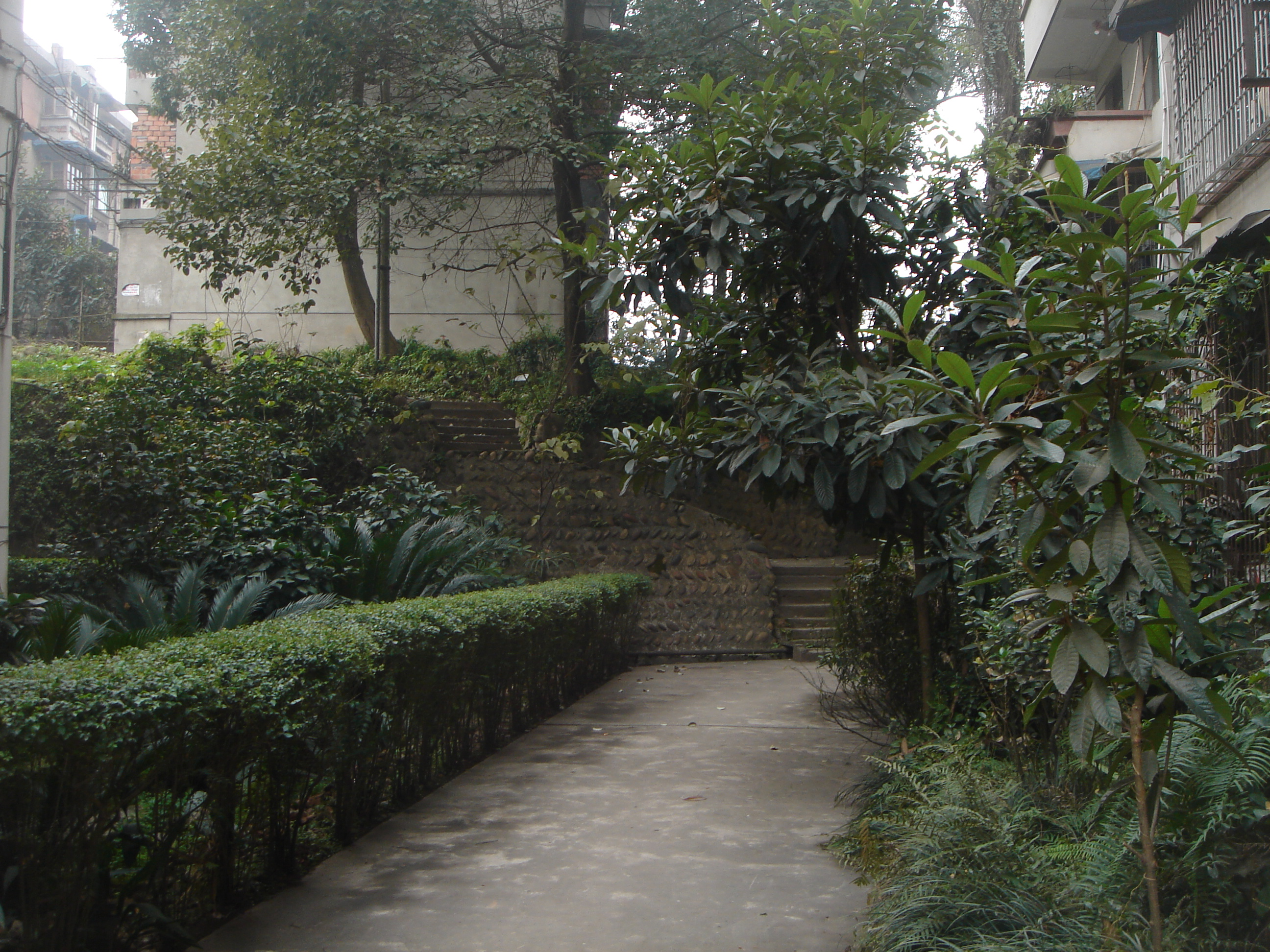
乐达社区原605厂职工宿舍楼

乐达社区是中华人民共和国四川省乐山市市中区通江街道所辖的一个社区。2013年10月，雪杉社区和一部分蟠龙社区共同被划入乐达社区。在2010年7月，乐达社区进行棚户区改造（即拆除老式房屋，修建新式公寓），该项目所修建的小区被命名为“乐达华府”。

## 图片

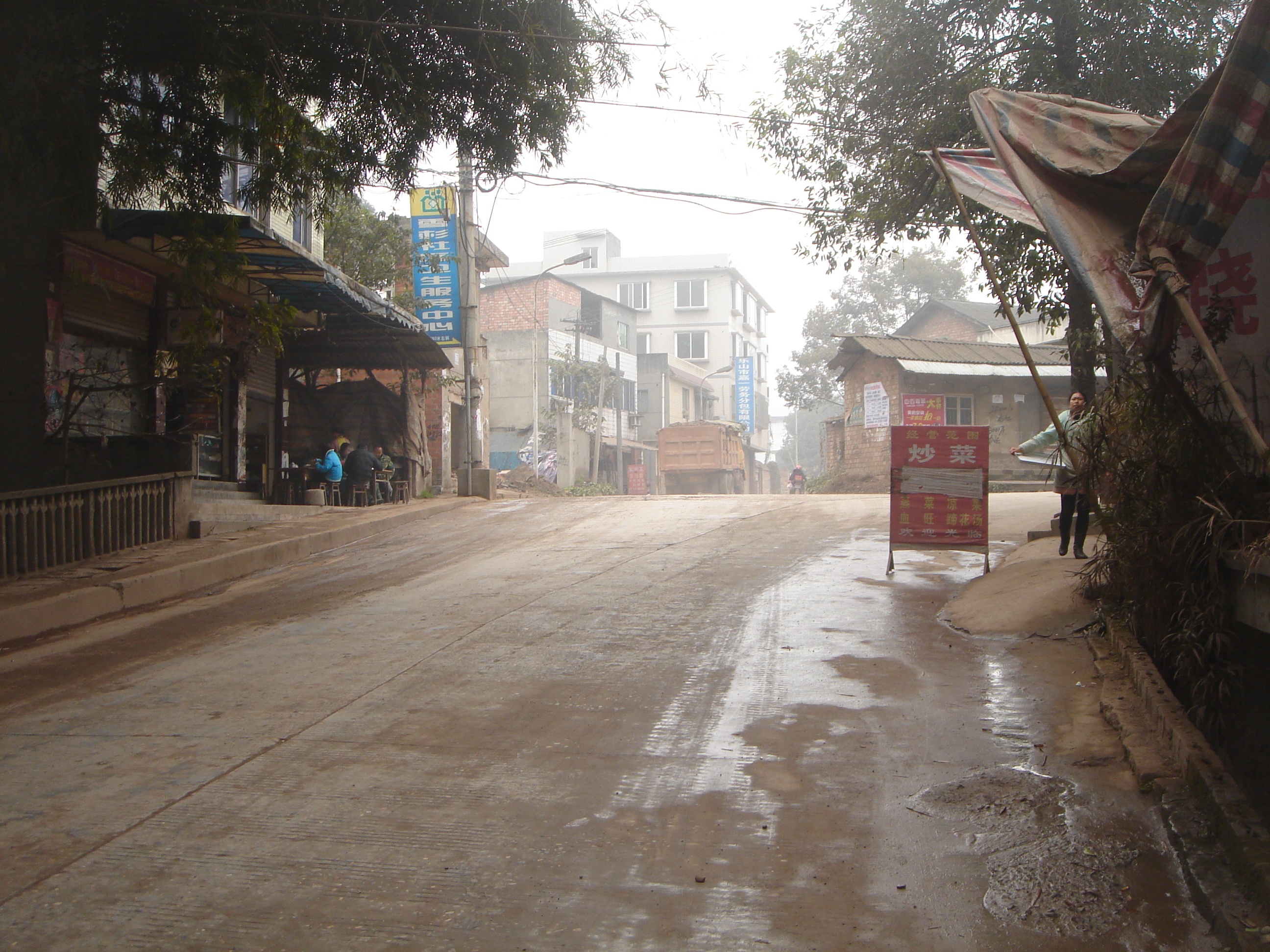
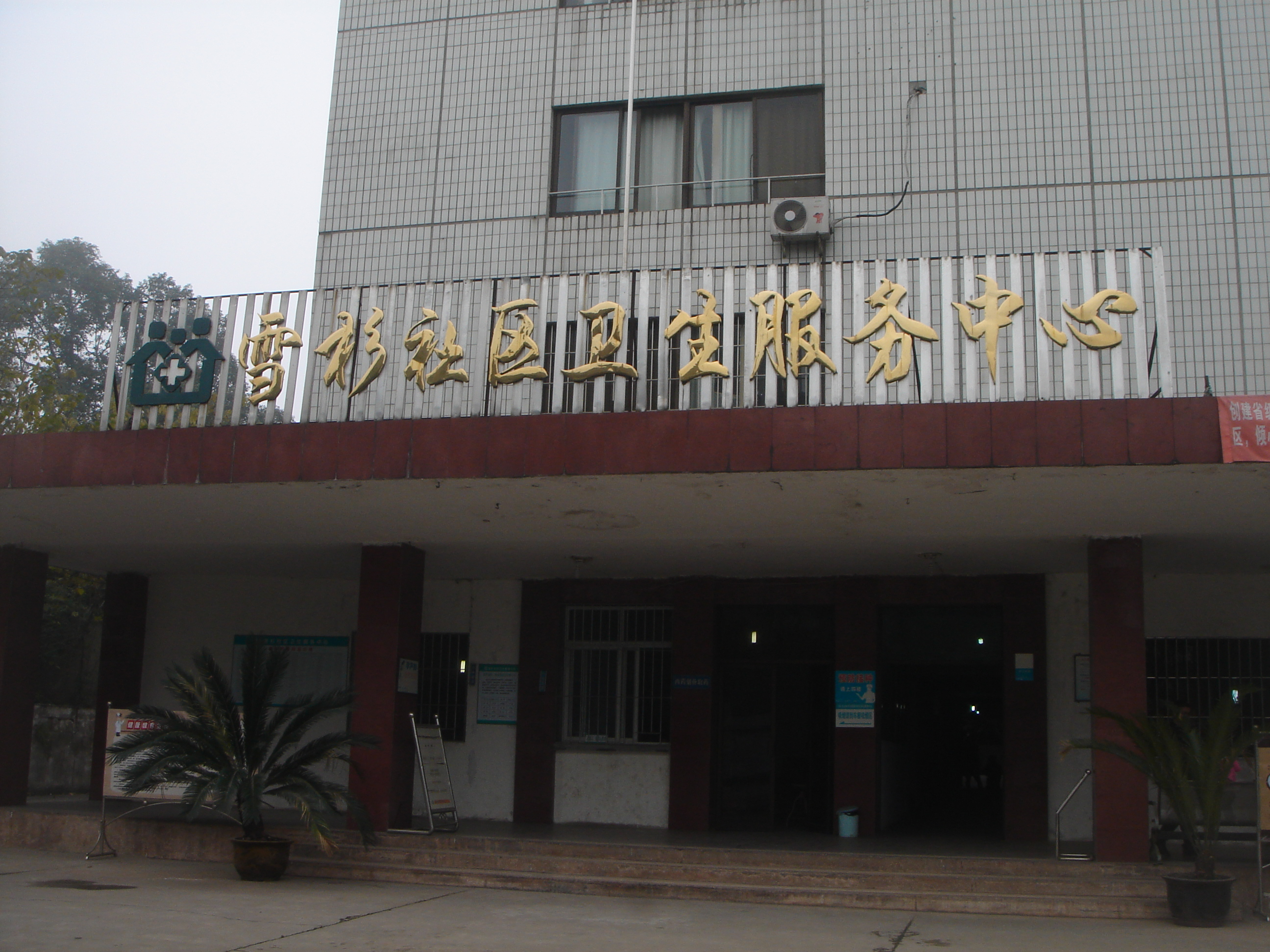
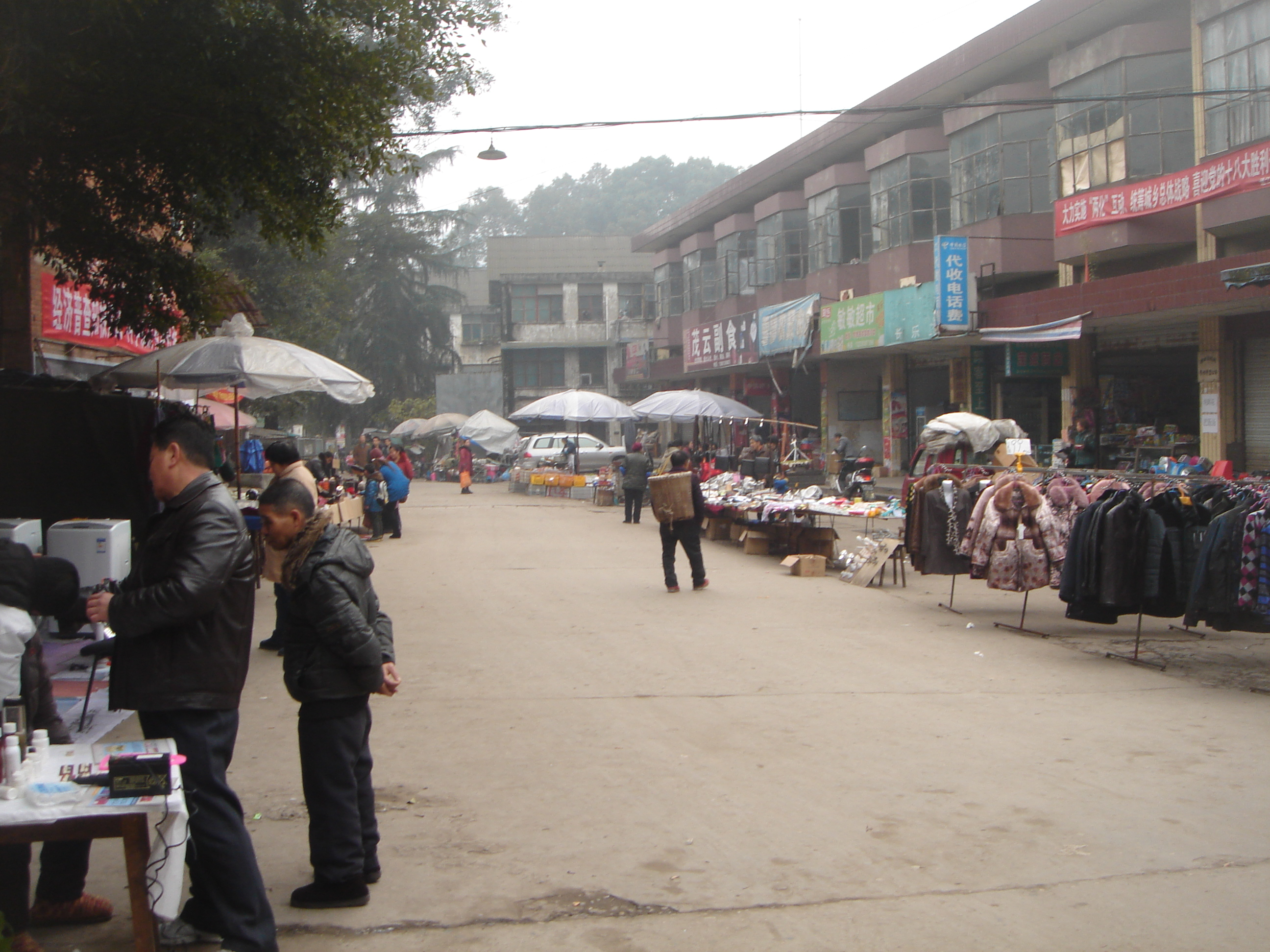
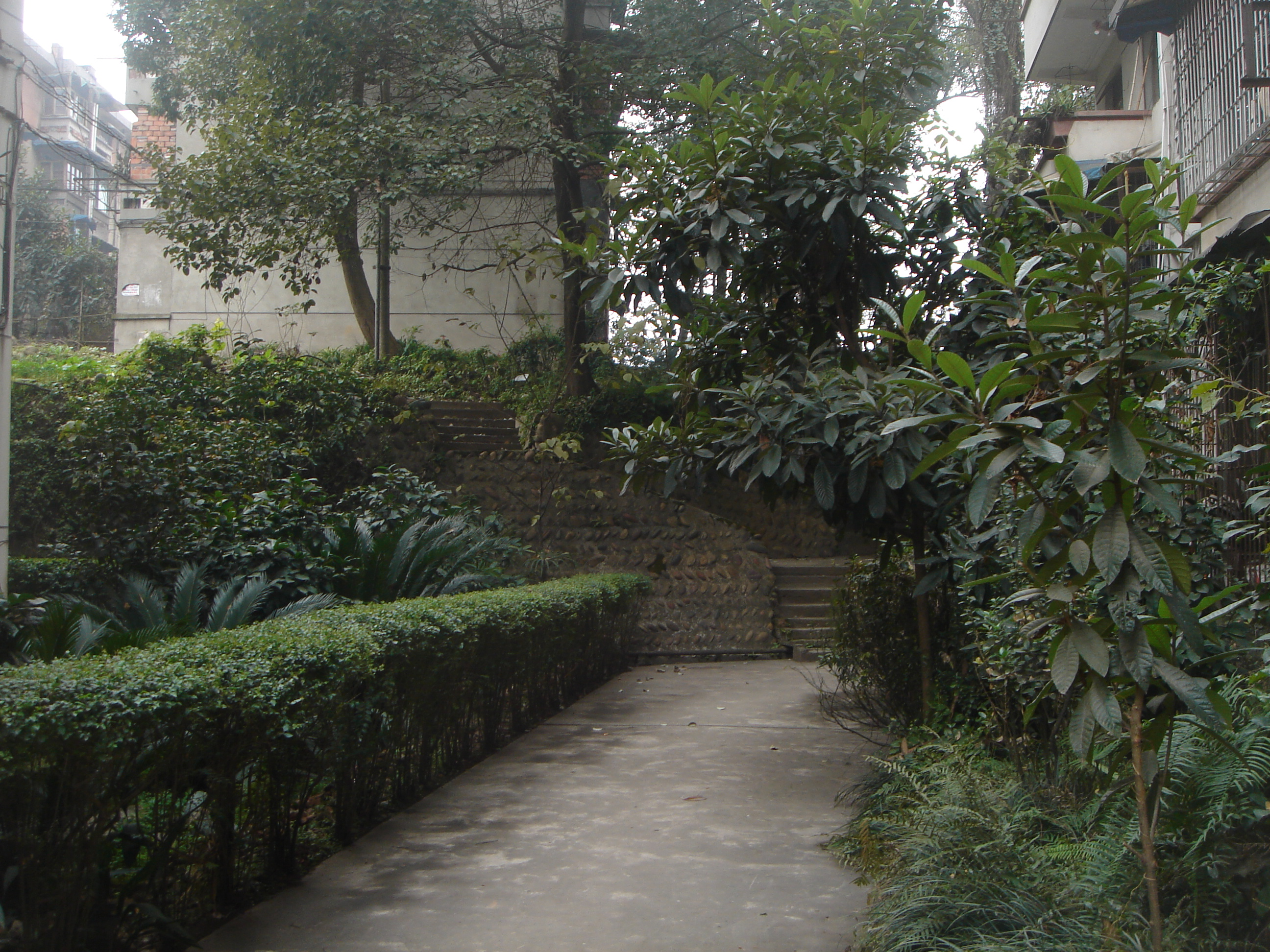
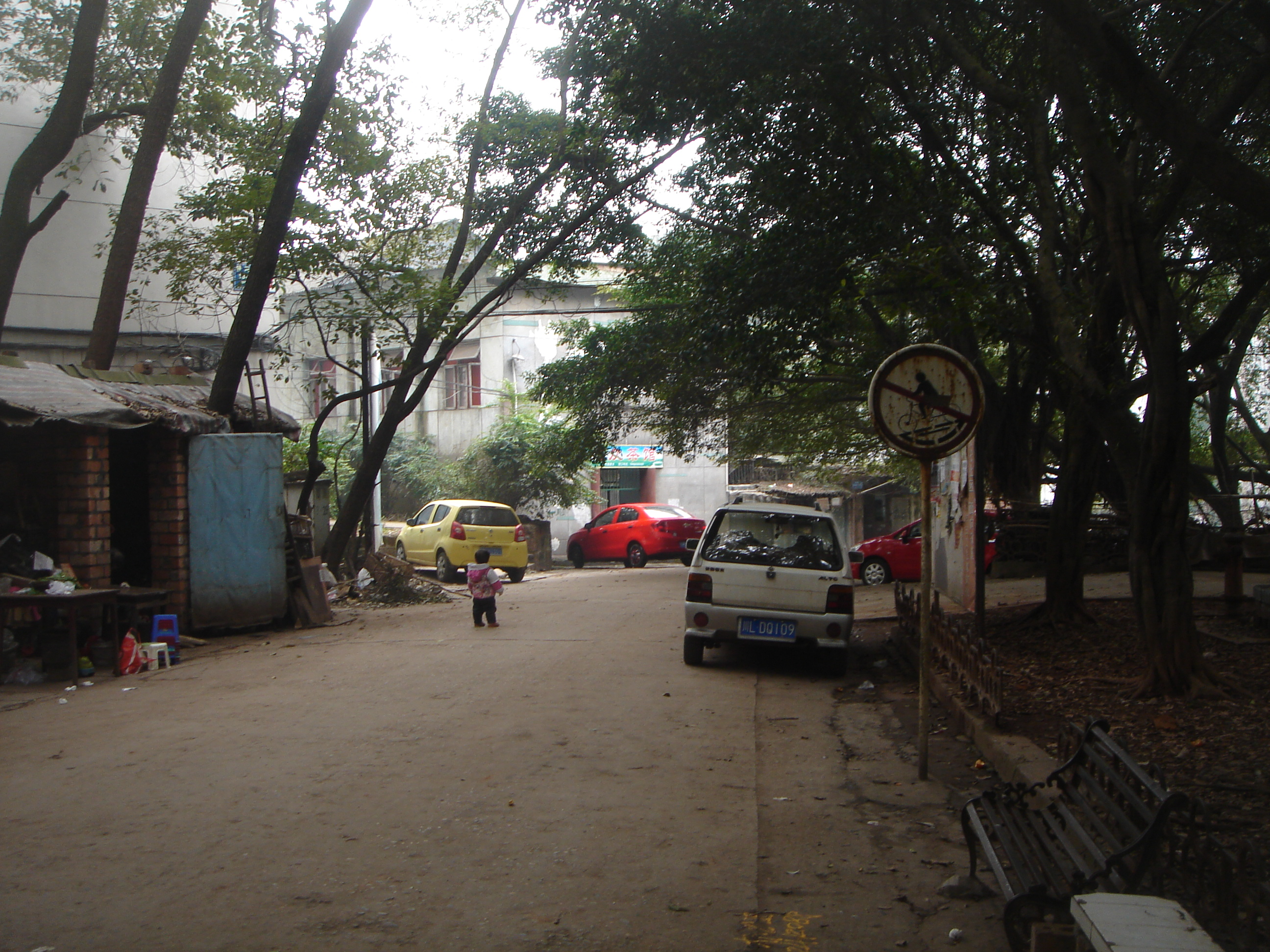
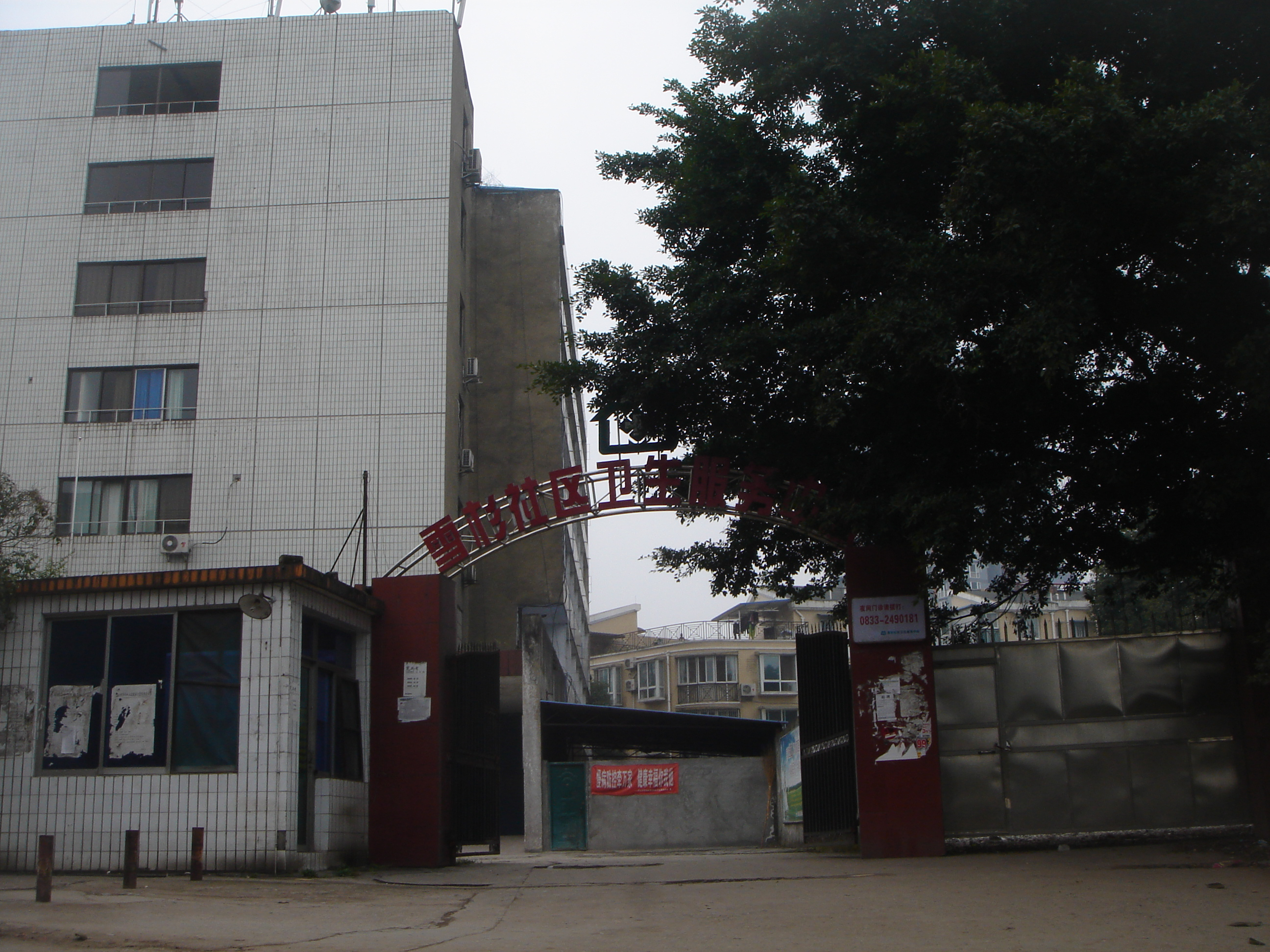
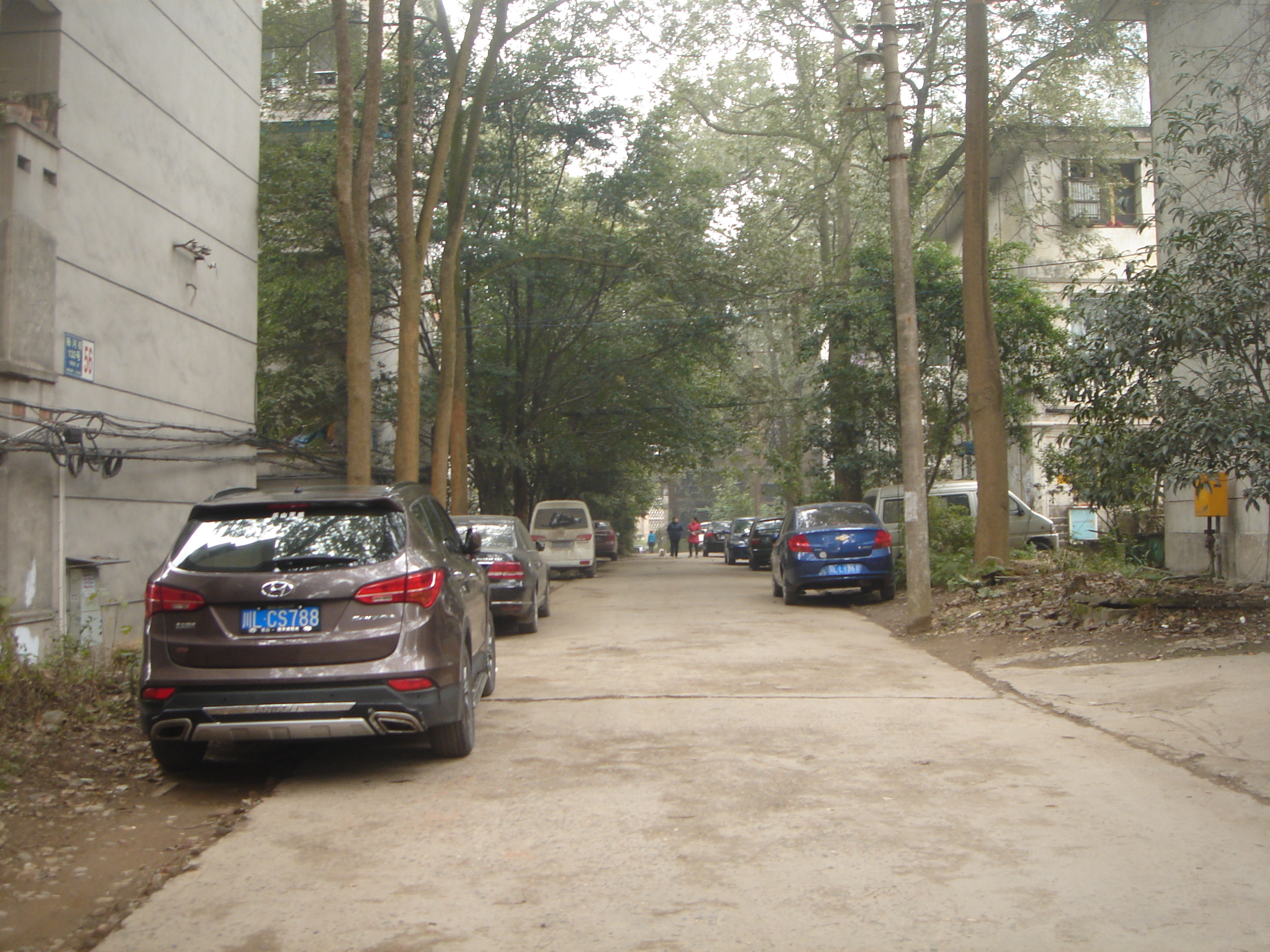